# Olmedo (Espagne)
Pour les articles homonymes, voir Olmedo.
Olmedo est une commune de la province de Valladolid dans la communauté autonome de Castille-et-León en Espagne.

## Histoire
Le 1er septembre 1936, l'escadrille d'André Malraux infligea des dégâts au champ d'aviation clandestin franquiste d'Olmedo.

## Sites et patrimoine
La ville est un foyer d'architecture mudéjare.
En 1999, la ville a inauguré le Parc thématique Mudéjar d'Olmedo où sont exposées les maquettes de 21 édifices mudéjars de Castille-et-León.

### Monuments religieux
- Église San Andrés (es), style roman du XIIIe siècle.
- Église San Miguel (es), style gothique et mudélar du XIIIe siècle.
- Église Santa María del Castillo (es), avec un portail roman du XIIe siècle, transformé dans le style mudéjar au XVe siècle, et gothique au XVIe siècle.
- Église San Juan.
- Chapelle Nuestra Señora de la Soterraña.
- Monastère Santa María de la Mejorada (es)
- Monastère Sancti Spiritus (es)
- Monastère de Nuestra Señora de la Merced Calzada.

### Monuments militaires et civils
- Muraille d'Olmedo (es).
- Arco de San Miguel.
- Palais del Caballero de Olmedo.
- Palais de la Chancilleria.
- Plaza mayor - Olmedo.
- Casa - Torre del Reloj.
- Casa de la Villa.
- Casa de los Dávila.
- Fuente del Caño Nuevo.
- Parc thématique Mudéjar (es)